# Весілля в юдаїзмі

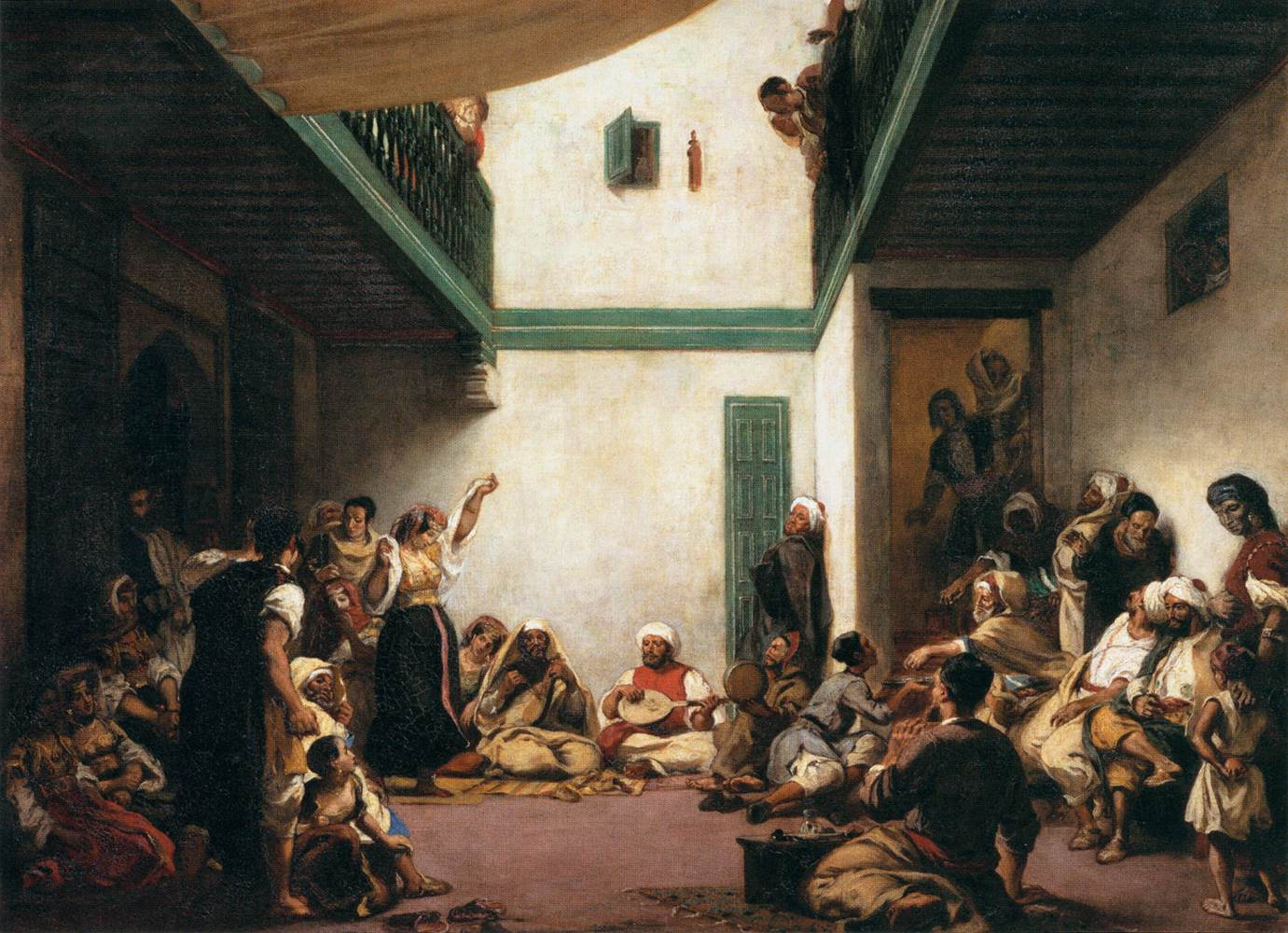
Картина «Єврейське весілля в Марокко» (1839).

Однією з важливих заповідей юдаїзму є настанова одруження та продовження роду. 

## Кідушин та ірусин
Кідушин (івр. קידושין —відділення) — заручини в юдаїзмі.

## Нісуїм та Хупа
Докладніше: Нісуїм, Хупа